# Prahlad Friedman
Prahlad S. Friedman (* 20. Mai 1978 in Los Angeles, Kalifornien) ist ein US-amerikanischer Pokerspieler und Rapper. Er gewann 2003 ein Bracelet bei der World Series of Poker und 2009 das Main Event der World Poker Tour.

## Persönliches
Friedman wuchs mit Hippies auf. Er studierte Ethnologie an der University of California in Berkeley, verließ die Universität jedoch ohne Abschluss. Er war bis 2013 mit der Pokerspielerin Dee Luong verheiratet und lebte mit ihr in Malibu.
Seit 2013 ist er mit der brasilianischen Sängerin Aida Leal Magalhães liiert. Das Paar gründete die Hip-Hop-Gruppe Pragress and Aida und veröffentlichte 2016 die EP Hazy Eyes. Im Juni 2018 wurden die beiden Eltern einer Tochter. Friedman lebt im kalifornischen Richmond.

## Pokerkarriere
Friedman kam nach einem Pokerturniersieg seines Vaters erstmals mit dem Spiel in Berührung. Bereits vor seinem 21. Geburtstag spielte er selbst in lokalen Kartenclubs und spezialisierte sich dort auf die Variante No Limit Hold’em. Während seines Studiums verbrachte er viel Zeit im Oaks Club und Lucky Chances Casino in Colma. Nach dem Moneymaker-Boom im Mai 2003 begann er mit dem Spielen von Onlinepoker. Dort nutzte Friedman die Nicknames Spirit Rock (Full Tilt Poker), Mahatma (UltimateBet), Zweig (Prima Network) und Prefontaine (PokerStars). Mitte der 2000er-Jahre war er einer der ersten Spieler, die mit dem Spielen von Online-Cash-Games Millionen US-Dollar verdienten. Im Jahr 2005 verlor er in einem Heads-Up-Match rund 600.000 US-Dollar gegen Taylor „Green Plastic“ Caby, den er anschließend als „too good“ (deutsch zu gut) bezeichnete. Später war er auf der Plattform UltimateBet in einen Skandal verwickelt, der 2008 aufgedeckt wurde. Friedman hatte mehrere Millionen US-Dollar gegen andere Spieler verloren, denen seine jeweiligen Handkarten bekannt gewesen waren. Dennoch unterzeichnete er im Dezember 2010 einen Sponsoringvertrag beim Onlinepokerraum, da dieser ihn nach der Aufdeckung des Skandals ungewöhnlicherweise mit einer Million US-Dollar entschädigt hatte. Kurz nach dem Black Friday im April 2011 wurde der Vertrag jedoch wieder aufgelöst.
Mitte Dezember 2002 erzielte der Amerikaner im Hotel Bellagio am Las Vegas Strip seine erste Geldplatzierung bei einem Live-Turnier und belegte den mit über 100.000 US-Dollar dotierten zweiten Platz beim Main Event des Five Diamond Poker Classic. Bei der World Series of Poker (WSOP) im Binion’s Horseshoe in Las Vegas gewann er im April 2003 ein Event in Pot Limit Hold’em und sicherte sich ein Bracelet sowie den Hauptpreis von knapp 110.000 US-Dollar. Anfang März 2005 belegte Friedman beim Main Event des WSOP-Circuits in San Diego den zweiten Rang und erhielt mehr als 360.000 US-Dollar. Bei der WSOP 2006 erreichte er im Main Event den siebten Turniertag und schied dort auf dem mit knapp 500.000 US-Dollar prämierten 20. Platz aus. Ende August 2009 gewann Friedman das Main Event der World Poker Tour in Los Angeles mit einer Siegprämie von mehr als einer Million US-Dollar. Nachdem er von 2013 bis 2018 keine Live-Geldplatzierung erzielt hatte, erreichte er bei der WSOP 2019 die bezahlten Ränge bei der Weltmeisterschaft in No Limit 2-7 Lowball Draw.
Insgesamt hat sich Friedman mit Poker bei Live-Turnieren mehr als 2,5 Millionen US-Dollar erspielt.